# Спиридонівська церква (Шамраївка, Сквирський район)
Спиридонівська церква (церква святого Спиридона) у Шамраївці — православний храм у селі Шамраївка Сквирського району Київської області.

## З історії храму

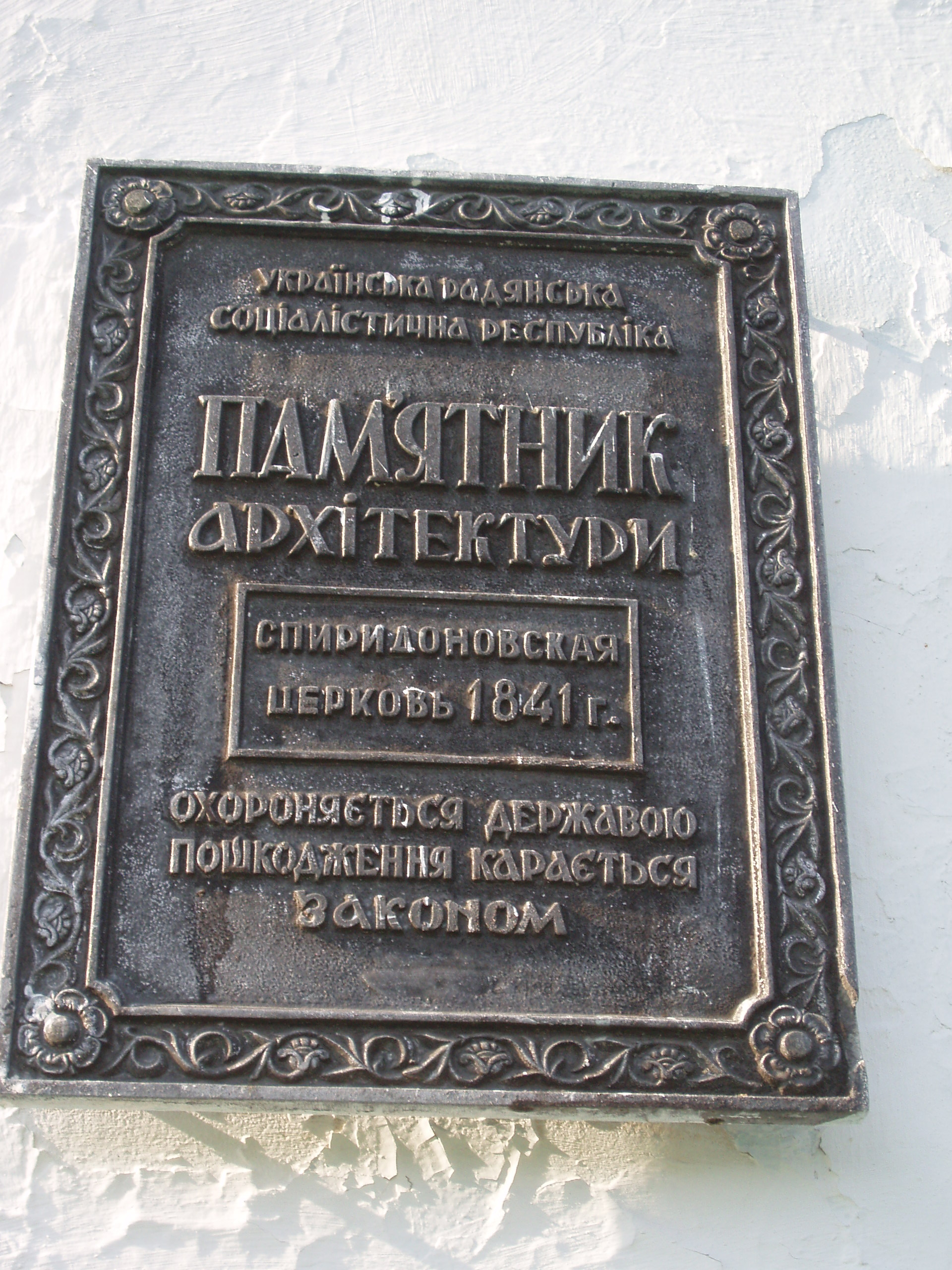
Табличка про охоронний статус церкви

Відомо, що на місці, де знаходиться сучасна Спиридонівська церква у Шамраївці, на початку XVIII століття стояла дерев'яна церква.
1834 року Олександра Браницька подала на затвердження митрополиту Євгенію (Болховітінову) проект нової мурованої церкви у Шамраївці. 1839 року було завершено основні будівельні роботи, 1841 року - завершено внутрішні оздоблювальні роботи. Тому ця дата зазаначена на охоронній дошці. Храм було освячено 1849 року.
Спиридонівська церква у Шамраївці має статус пам'ятки архітектури національного значення.

## Опис
Спиридонівська церква є цегляною, має тиньковані стіни і одну баню.
В плані храм являє собою рівнораменний хрест з невеликою прибудовою.
Фасади будівлі скупо декоровані ліпними тягами. Низький широкий барабан завершений напівсферичним куполом.
Пам'ятка має суворий простий вигляд, являючи яскравий взірець провінційної класицистичної архітектури.

## Джерело
- Спиридонівська церква (1849) на www.oko.kiev.ua (ОКО «Архітектура і краєзнавство України») [Архівовано 21 вересня 2009 у Wayback Machine.]